# アヘン窟

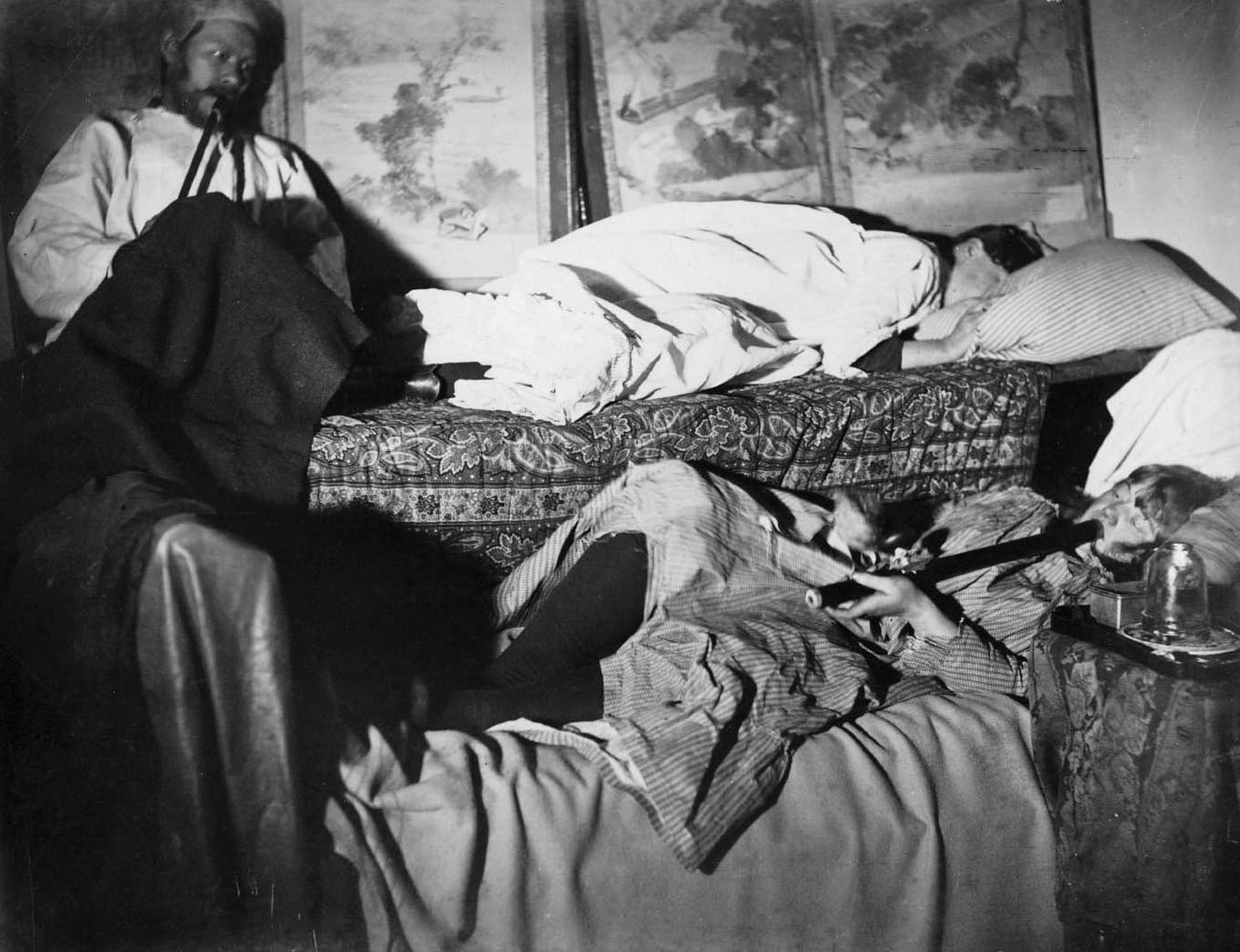
19世紀末の写真：アヘン窟で吸飲を行う女性と男性

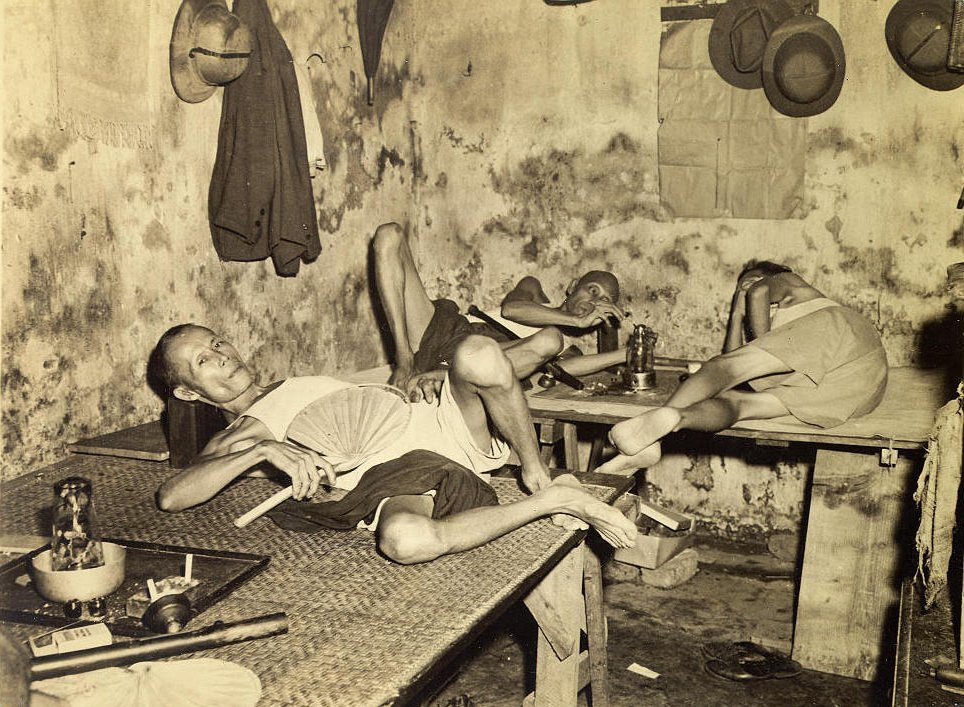
アヘン窟

アヘン窟（アヘンくつ、英語: opium den、中国語: 鴉片館）はアヘンの販売と喫煙がなされた施設である。
アヘン窟は19世紀では世界各地で見られたが、特に中国付近、東南アジア、北アメリカ、フランスでよく見られた。西欧ではアヘン窟は一般に中国人に結び付いた見方がされていた、というのもアヘン窟は中国人によって経営され、中国人以外のアヘン吸飲者に対してのサービスも行っていたからである。ほとんどのアヘン窟ではアヘンの吸飲に必要なパイプやランプといった器具も取り扱っていた。客は横になってオイルランプの上の長いアヘンパイプを支えた。オイルランプはアヘンを気化させ、吸飲可能にするために必要だった。中国のアヘン窟には社会的にさまざまな階層の人物が訪れ、その豪華さや質素さはそのまま客の財政状態を表した。アメリカの都市部、特に西海岸では中国のアヘン窟によく似た豪華な設備や、女性のスタッフのいるアヘン窟がみられた。労働者階級のためには設備の簡素なアヘン窟も多数見られた。後者のようなアヘン窟は大抵の場合、非中国人の吸飲者も受け入れていた。

## アメリカ合衆国

### サンフランシスコ

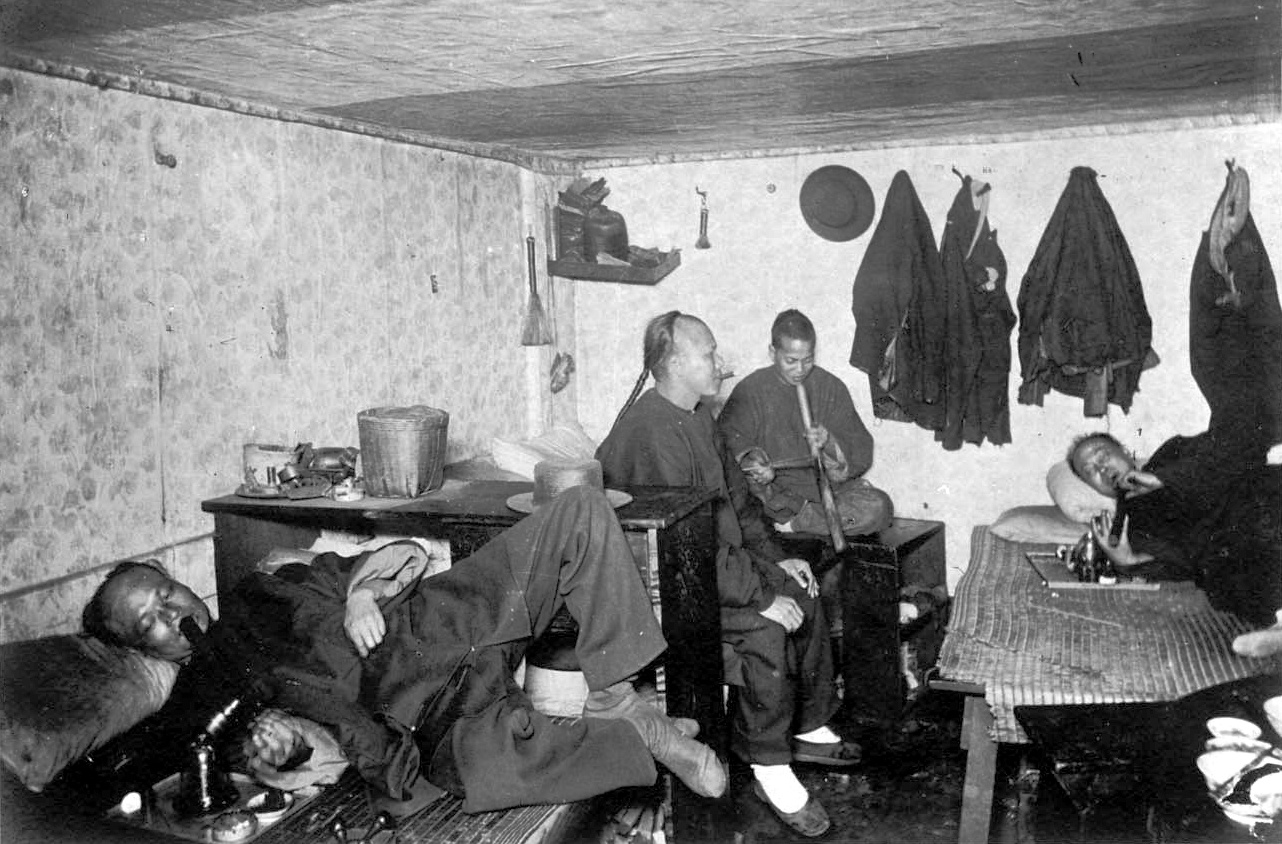
19世紀末：サンフランシスコの洗濯屋のアヘン窟

北アメリカへのアヘンの吸飲習慣は、カリフォルニア・ゴールドラッシュへの中国人労働者の流入とともに到達した。始まったのはサンフランシスコであり、1850年前後の中国人の到着からほとんど間を置かず、中国人街は無数のアヘン窟を有するようになった。1870年代までには、サンフランシスコのアヘン窟は非中国人にも利用されるようになり、1875年に議会は反ドラッグ法を制定した。20世紀の初頭にはアヘンや関連用品の没収・焼却がなされ、またアヘンの使用に関する公的な議論の場が設けられるようになった。
こういったアヘン撲滅運動によってアヘンの吸飲はアンダーグラウンドのものとはなったが、サンフランシスコや北アメリカの各都市においては第二次世界大戦あたりまではかなり一般的なものであり続けた。
サンフランシスコの典型的なアヘン窟は、中国人スタイルの洗濯屋のような形式で、メインルーム(basement)、バックルーム、または上階を有し、アヘンランプが消えたり、アヘンの煙が漏れたりしないように密閉されていた。
I・W・テイバーによって1886年に撮影された、19世紀のサンフランシスコの豪華なアヘン窟の写真が残されているが、中国人・アメリカ人双方とも、富裕層の吸飲者はアヘン窟での喫煙よりも、自宅での吸飲を好んだ。

### ニューヨーク
ニューヨークのチャイナタウンのアヘン窟は、中国から距離が離れていることもあり、アメリカ西海岸にあるものほど豪華な設備ではなかった。
1870～1880年代のニューヨークにおけるアヘンの使用に関して研究を行った医師であるH.H.Kaneによれば、多くのアヘン窟(一般に"Opium den"と呼ばれるが、"Opium joints"と呼ばれる事もあった)は中華街のMott通りとPell通りにあった。そして23丁目にあるアメリカ人女性とその2人の娘が経営するアヘン窟１軒を除き、他はすべて中国人によって経営されていた。Kaneはニューヨークのアヘン窟は「全国籍の人が無差別に混ざり合う場所」であるといっている。
サンフランシスコと同じように、ニューヨークでも人種に関わらず人々はアヘン窟に足を運んだ。
ニューヨークの最後のアヘン窟は1957年6月28日に閉鎖された。

## カナダ
中国からの移民は最初にブリティッシュコロンビア州のヴィクトリアとヴァンクーヴァーに中華街を形成したが、ここでも19世紀末から20世紀初頭まではアヘン窟は一般的なものだった。サンフランシスコが吸飲用のアヘンの輸入に対して課税を始めると、その輸入はヴィクトリアに振り向けられ、そこからアメリカに密輸されるようになった。しかしヴィクトリアとヴァンクーヴァーの中華街のアヘン窟ではかなりの量のアヘンが消費されていたようである。ヴァンクーヴァーの"Shanghai Alley"は簡素なアヘン窟として知られていた。アメリカでそうであったように、非中国系の客はカナダの中華街のアヘン窟に頻繁に足を運んでいた。

## フランス

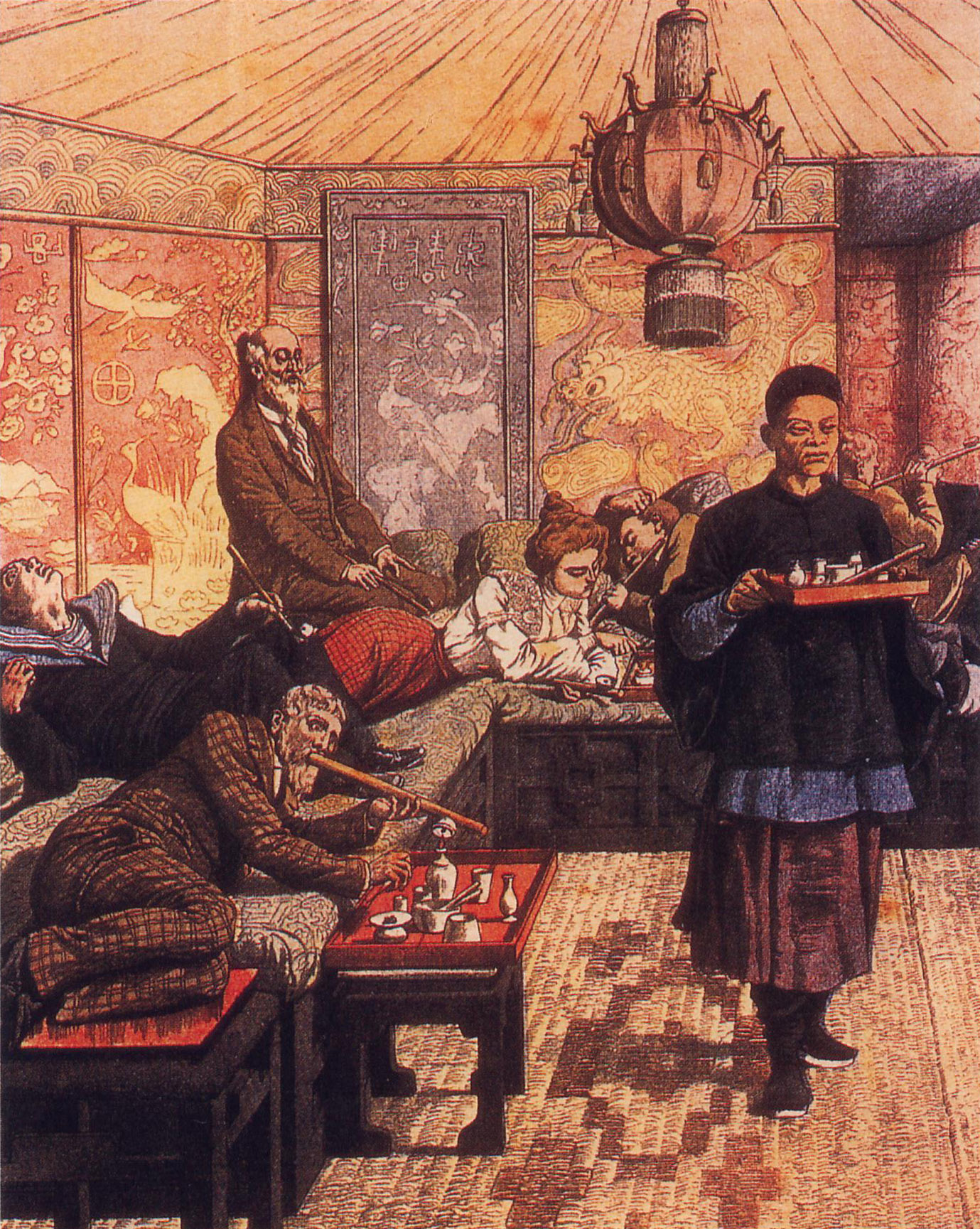
1903年7月5日のLe Petit紙に掲載されたイラスト:"A New Vice: フランスのアヘン窟"

フランスのアヘン吸飲は、インドシナ植民地での兵役から戻ってきたフランス人によってもたらされた部分が大きい。20世紀初頭までフランスの海沿いの都市、特にトゥーロン, マルセイユ, イエールには多くのアヘン窟が存在した。

## ロンドン

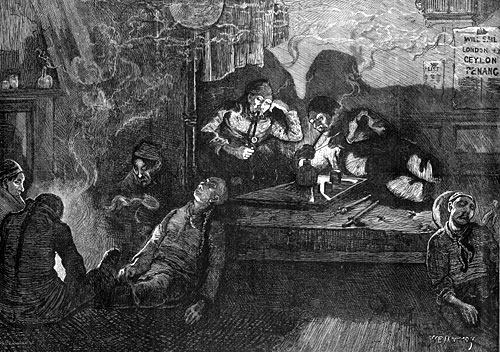
当時のロンドンのフィクションに登場するアヘン窟の吸飲者

ヴィクトリア時代のロンドンのアヘン吸飲に関する評判は、歴史的事実よりもむしろフィクションによって知られる部分が大きい。ロンドンの新聞や当時のイギリス人は、ロンドンのライムハウス地区をアヘンに毒された、危険とミステリーに満ちた地区として表現している。だが実際の所はロンドンの中国人の人口は数百を超えることは無く、北アメリカの中華街の人口が一万を超えていたのとは対照的である。1880年代の中頃からロンドンやリバプールで日用雑貨店や料理店、集会場とともに中華街が形成され始め、またイーストエンド・オブ・ロンドンでは中国語のストリート名が付き始めた。1891年の国勢調査では582人の中国生まれの住人がいたが、1896年の調査では387人に減少している。このうち80%は20から35歳の独身男性で、ほとんどは水夫だった。イギリスの会社は茶の購入の代金とするため、アヘンをインドから中国に輸出し始めた。これはイギリスの法に反しており、また清の支配者層もこれに対し怒りを表明した。これが原因となり、1839年に阿片戦争(第一次アヘン戦争)が勃発した。イギリスは清を破り、1842年の南京条約により1857年には香港をイギリスの植民地とした。1857年にはアロー戦争(第二次アヘン戦争)が勃発し、イギリスは再度清を破った。この講和条約でイギリス、および共同出兵したフランスは不平等条約である天津条約を結んだ。この条約にはイギリス、フランスがイギリス植民地、北アメリカ、南アメリカ、オーストラリアでの安価な労働力として中国人を雇用できるという内容が含まれていた。北アメリカでは大陸横断鉄道の建設のために多数の中国人が雇用され、ゴールドラッシュで富を得るという流れを経て大きな移民を抱える事になったが、イギリスはさほど多くの雇用を行ったわけではなかった。そしてその結果としてアメリカの中国人コミュニティに比べると、イギリスのそれは遥かに小さなものに留まった。ロンドンの中国人移民はイーストエンドの港にブルー･ファンネル･ライン社のような海運業者の船でやって来る事が多かった。彼らの多くは水夫であり、ほとんどはロンドン市内の限られたストリート沿いに居を構えた。そして彼らは仕事にあぶれた場合は中華料理店や洗濯屋で働く事が多かった。
1860年代には、イーストエンドに存在する暗黒街(アヘン窟を含む)の様子が新聞や本に取り上げられるようになり、個人や宗教団体はアヘンの乱用に反対するようになった。ペニーフィールドでは中国人と儒教の施設に対する宣教が行われた。ライムハウスには有名な"Ah Tack"の下宿があった。イーストエンドの中国人コミュニティに対しては非常に偏見に満ちた捉え方がなされており、それらはトマス・バークとサックス・ローマーの著書で見て取る事ができる。
2人の著書の中では中国人コミュニティの規模が誇張されており、またギャンブル、アヘン窟、"不浄なもの"に関して必要以上に頻繁に言及している。チャールズ・ディケンズの最後の小説である1870年のThe Mystery of Edwin Droodシリーズでもアヘンの使用に関する描写がある。

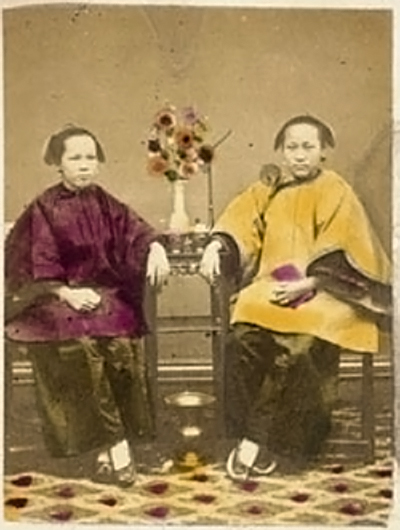
サイエンス・ミュージアム所蔵の珍しい写真。2人の女性がアヘン窟外でアヘン吸飲を行っている。

ディケンズは19世紀のロンドンの文化に関する描写と風刺で有名であり、ヴィクトリア朝ロンドンのイーストエンドのアヘン窟が非常に特徴的であった事が分かる。"The Mystery of Edwin Drood"で描かれているアヘン窟は、アモイからの移民であったアー・シン(または"John Johnston")の経営する実際のアヘン窟をモデルに描かれている。ロンドンのサイエンス・ミュージアムにはイーストエンドのアヘン窟の珍しい写真が残されている。この写真には2人の女性がアヘン窟外でアヘンを吸飲している姿が写っている。アー・シンは彼自身がアヘン吸飲者であり、彼はビジネスの才覚があると共に『アヘン調合の秘密』を知っているとされた。実際に近辺の中国人船員をはじめとする多くの人が彼の店に訪れ、彼に成功をもたらした。アーサー・コナン・ドイルやディケンズといった当時の有名な作家も実際に彼の店を訪れた。(ただし、吸飲を行ったかは明かされていない。)アー・シンの店は恐らくヴィクトリア朝ロンドンで最も有名なアヘン窟であり、ロンドンの上流階級の人々もそこを訪れている。
1868年の薬事法ではアヘンを危険な薬物として、登録された化学者と薬剤師のみが取り扱えるものとしたが、19世紀末まではアヘンの危険性を主張する医師や科学者は非常に少数だった。ロンドンでアヘン窟が法律によって閉鎖されるようになると、アー・シンをはじめとする人々も店を手放し、別の仕事を探さなければならなくなった。晩年のアー・シンは信仰を模索しながらアヘン吸飲を続けていたと言われている。そして1890年、吸飲をやめて数日後に64歳で没した。彼はボウ墓地に埋葬されている。

## アヘン窟が登場する作品
- アーサー・コナン・ドイル、シャーロック・ホームズシリーズの「唇のねじれた男」
- タンタンの冒険旅行（エルジェ）「青い蓮」
- ディケンズ、「エドウィン・ドルードの謎」
- 映画「ラストエンペラー」：正確にはアヘン窟ではないが、アヘン中毒の様子が良く分かる。
- オスカー・ワイルド、「ドリアン・グレイの肖像」
- 映画「ワンス・アポン・ア・タイム・イン・アメリカ」
- 漫画「黒執事」
- 漫画「満州アヘンスクワッド」
- 漫画「首を斬らねば分かるまい」
- 小説「白い薔薇の淵まで」